# Carlos Acosta
Carlos Acosta, CBE (l'Havana, 2 de juny de 1973) és un ballarí, actor, escriptor i coreògraf cubà, distingit amb el títol de comanador de l'Ordre de l'Imperi Britànic.

## Biografia
Acosta va estudiar ballet a l'Escola Nacional de Ballet de Cuba en la que va tenir professors que el van influir com Ramona de Saá. Al juny de 1991 es va llicenciar amb màximes qualificacions i va rebre una medalla d'or.
Ha ballat amb nombroses companyies, entre elles l'English National Ballet, el Ballet Nacional de Cuba, el Ballet de Houston i l'American Ballet Theatre. Ha estat un membre permanent del Royal Ballet de Londres des de 1998 i en 2003 va ser promogut a principal ballarí convidat, una posició que va reduir el seu compromís amb la companyia, permetent-li concentrar-se en una creixent agenda d'aparicions internacionals com a convidat i tours.
En 2014 va rebre de la reina Isabel II d'Anglaterra la medalla de Comanador de l'Excel·lentíssima Orde de l'Imperi Britànic (CBE).
A l'any següent es va retirar del Royal Ballet i des de llavors, mantenint una intensa agenda de presentacions, "s'ha dedicat a impulsar la seva fundació en suport a joves talents, a potenciar la seva acadèmia" i el seu cos de ball, Acosta Danza, amb seu a Cuba.
Està casat i pare de tres filles.

## Companyies
De 1989 a 1991 Carlos va actuar en diverses companyies incloses la Compagnia Teatre Nuovo di Torino a Itàlia, on va ballar al costat de Luciana Savignano, i la companyia del Teatro Teresa Carreño de Caracas, Veneçuela.

### English National Ballet
Per invitació d'Ivan Nagy, Carlos va ballar en la temporada 1991/92 amb l'English National Ballet a Londres les Danses polovtsianes de l'òpera El príncep Ígor; Ventafocs, amb Eva Evdokímova i Ludmila Semenyaka; L'espectre de la rosa, Les Sylphides i com a Príncep en El Trencanous amb coreografia de Ben Stevenson.

### Ballet Nacional de Cuba
El 1992 i 1993 va ser membre del Ballet Nacional de Cuba sota la directora Alicia Alonso, arribant a ser primer ballarí el 1994. A l'octubre de 1993 i setembre de 1994 va ser de gira amb la companyia a Madrid, Espanya, on va ballar en els papers d' Albrecht a Giselle, Basilio a Don Quixote i Siegfried en El llac dels cignes.

### Houston Ballet
El novembre de 1993 va ser convidat per Ben Stevenson, director artístic del Ballet de Houston per a ser primer ballarí; va debutar en la companyia com el Príncep en El Trencanous.
Entre els papers que van seguir cal esmentar, entre altres:
- Prince Siegfried en El llac dels cignes
- Solor en La Bayadère
- Basilio en Don Quixote

### Royal Ballet
En 1992 Carlos va ballar en Royal Ballet, Covent Garden, sota la direcció de Carlos Christ. Alguns dels papers que va representar van ser:
- Jean de Brienne en una producció de Rudolf Nureyev de Raymonda Acte III
- Siegfried en El llac dels cignes

Va arribar a ser principal ballarí convidat d'aquesta companyia, de la qual es va retirar en 2015.

## Premis
- Medalla d'Or del Prix de Lausanne (1990).
- Gran Premi de la 4a biennal Concurs Internacional de Dansa de Paris (1990).
- Premi Vignale Dansa a Itàlia (1990).
- Premi Frédéric Chopin, atorgat per la Corporació Artística Polonesa (1990).
- Premi al Mèrit en la Competició de Joves Talents, Positano, Itàlia (1991).
- Premi Osimodanza, Itàlia (1991).
- Gran Premi per la Unió d'Escriptors i Artistes de Cuba (1991).
- Premi de Dansa de la Fundació Princesa Grace, Estats Units (1995).
- Nominat a un Premi Laurence Olivier (2004).
- Premi Laurence Olivier (2006).

## Filmografia
- 2009: New York, I Love You
- 2018: Yuli

## Llibres
- 2007: Sin mirar atrás (No Way Home), autobiografia.
- 2013: Pata de puerco (Pig's Foot), novel·la.